# دون ماثيوز (لاعب كرة قدم أسترالية)
دون ماثيوز (بالإنجليزية: Don Matthews)‏ هو لاعب كرة قدم أسترالية أسترالي، ولد في 23 سبتمبر 1936، وتوفي في 12 سبتمبر 2015.

## وصلات خارجية
- دون ماثيوز على موقع AustralianFootball.com (الإنجليزية)
- دون ماثيوز على موقع AFLtables.com (الإنجليزية)